# Maria Assunta Pallotta
Maria Assunta Pallotta, född 20 augusti 1878 i Force, Marche, död 7 april 1905 i Taiyuan, Shanxi, var en italiensk romersk-katolsk nunna inom orden Jungfru Marie franciskanmissionärer. Hon vördas som salig i Romersk-katolska kyrkan, med minnesdag den 7 april.

## Biografi
Maria Assunta Pallotta avlade sina löften den 8 december 1900 i kyrkan Sant'Elena i Rom. År 1904 anlände hon till Kina för att där tjänstgöra inom den franciskanska missionen. Pallotta vårdade sjuka, såg till barn samt studerade kinesiska. I mars 1905 drabbades hon av tyfus och avled påföljande månad.
Påve Pius XI förklarade år 1932 Maria Assunta Pallotta som vördnadsvärd, och påve Pius XII saligförklarade henne år 1954.